# Ecologia evolutiva

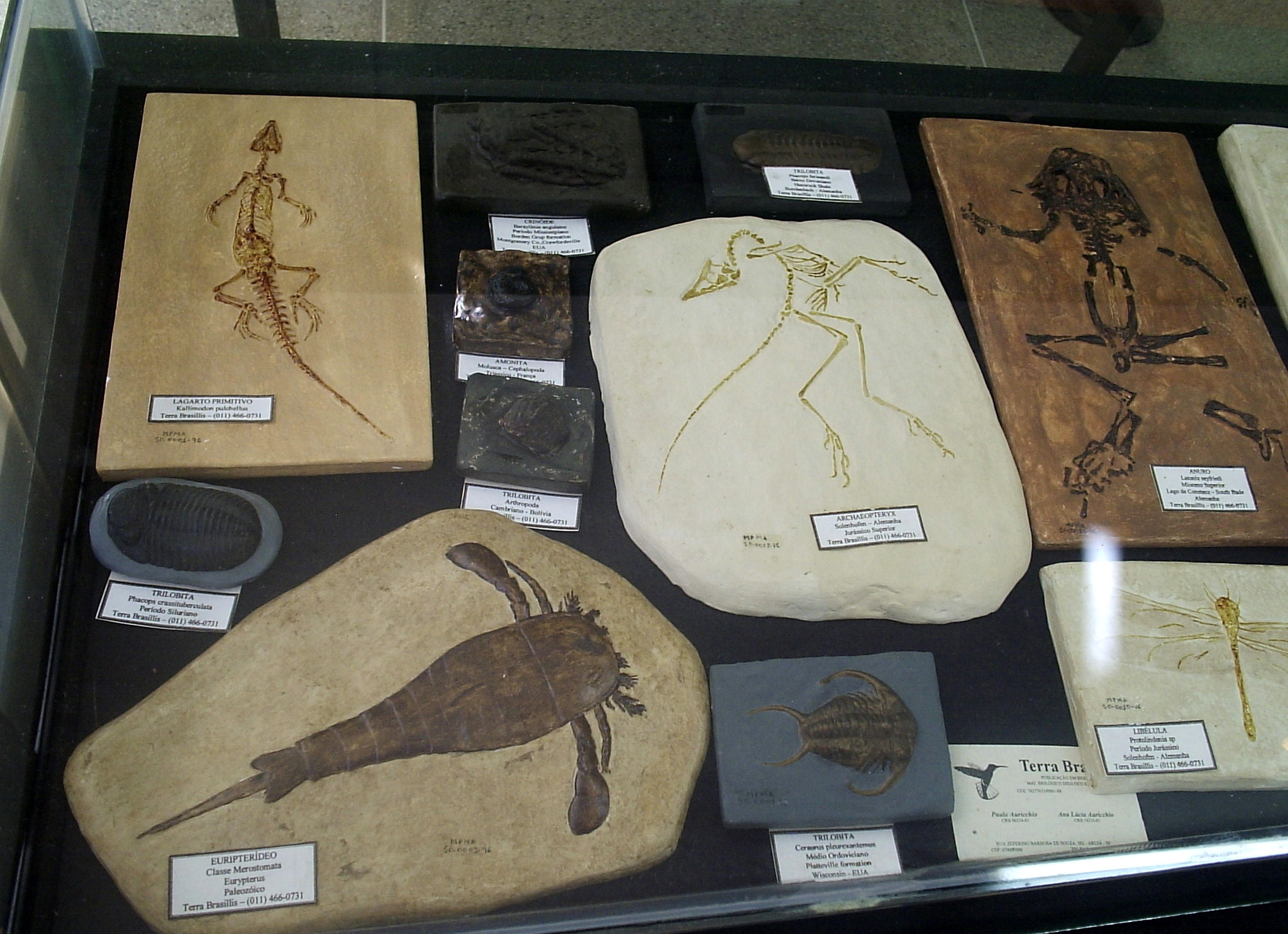
fósseis são evidências da evolução.

A Ecologia Evolutiva é uma disciplina do ramo da biologia que floresceu nas últimas cinco décadas e têm assimilado grande parte de outras subdisciplinas da ecologia. Representa uma interação entre ecologia e biologia evolutiva. Aborda o estudo da ecologia considerando as histórias evolutivas das espécies e suas interações. As principais ideias da Ecologia Evolutiva são: a relação entre evolução e ecologia, o caráter da seleção natural, o caminho para a adaptação e a extensão dos princípios evolutivos ao comportamento (Foley, R. 1993).

## Evolução e Ecologia
Segundo Pianka (1994),Ecologia  é o estudo das relações entre os organismos e a totalidade dos fatores físicos e químicos que os afetam ou que são influenciados por eles, ou seja, é o estudo das inter relações entre os organismos e seu ambiente. Essas relações podem ser extremamente variáveis, pois os componentes de um organismo e de um meio ambiente não permanecem constantes. O que um indivíduo representa em um nível faz parte do meio ambiente em outro; sendo assim, existem vários níveis de análise que podem variar de um organismo individual a uma comunidade composta por várias espécies. Pianka sugeriu o termo unidade organísmica para designar esses níveis.
Da mesma forma que um organismo é um conceito variável, o meio ambiente também o é Pianka (1982) define ambiente como “a soma total de todos os fatores físicos e biológicos que atuam sobre uma unidade organísmica definida, desde a luz solar e a chuva até os solos e outros organismos”. Porém, deve-se levar em conta que o meio ambiente de um organismo também abrange outros membros de uma mesma população ou espécie com os quais ele manterá interações genéticas e sociais (Foley, 1993). Dessa forma, define-se ambiente como um conjunto de fatores naturais, físicos, e biológicos, como também culturais, que influencia direta e/ou indiretamente sobre uma unidade organísmica (Alves, M.P., 2003).

### Categorias de Interações Ecológicas
As relações ecológicas entre diferentes organismos podem envolver (Foley, 1993):
- Fluxo de energia– onde um organismo adquire energia para si consumindo parte ou a totalidade de outro (Parasitismo, herbivorismo, predação, etc.). As relações entre organismos quanto ao fluxo de energia ajudam a explicar as variações na distribuição de plantas e animais;

- Fluxo de matéria – que incluem fenômenos como ciclo do carbono e do nitrogênio, elementos essenciais à vida que se deslocam em torno de um ecossistema;

- Interações competitivas – onde unidades organísmicas competem sobre uma fonte compartilhada, tal como alimento, companheiros ou espaço. Igualmente como no caso do fluxo de energia, as interações competitivas também são um fator-chave na determinação da distribuição de animais e plantas, assim como na determinação do comportamento desses.

Além dessas interações básicas existem outras como relações genéticas, sociais e espaciais. São as variações nessas relações entre unidades organísmicas que estruturam o mundo biológico (Foley, 1993).
A ecologia tem uma ligação direta à teoria da evolução porque é a seleção natural a responsável por moldar as relações ecológicas através do êxito reprodutivo diferencial. E essa interação constitui a ecologia evolutiva (Foley, 1993).

## Seleção Natural

Seleção Natural.

Evolução é a mudança de características hereditárias de uma população de uma geração a outra. Segundo Pianka (1994), a evolução ocorre sempre que a frequência dos genes muda ao longo do tempo.
A evolução é um fenômeno complexo que envolve diversos agentes, como: deriva genética, fluxo gênico, unidade meiótica, mutação e seleção natural. Desses cinco agentes a seleção natural é o centro deles, pois é o único direcionado de forma que resulta numa conformidade entre organismo e seu ambiente (Pianka, 1994).

### Reprodução Diferencial
De acordo com Futuyma (1979), Seleção natural nada mais é do que a sobrevivência diferencial de entidades biológicas, ou seja, é o mecanismo pelo qual ocorre o processo de sucesso reprodutivo diferencial. A teoria da evolução estabelece que os indivíduos que deixam mais descendentes em relação a outros estarão melhores representados nas gerações futuras, e consequentemente estas gerações subsequentes se assemelharão mais a estes indivíduos bem sucedidos reprodutivamente (Foley, 1993).
Portanto, a seleção natural é responsável pela forma e frequência de indivíduos em cada geração. Ela age tanto mantendo os sistemas biológicos (seleção estabilizadora), quanto os direcionando para novos rumos (mudança evolutiva). Apesar de ser o agente central da evolução biológica, a seleção natural não age isoladamente, mas requer a interação dos outros agentes que irão direcionar e restringir sua atuação (Foley, 1993).

### Limitações à Seleção
A Seleção natural atua sobre a variação encontrada nas populações. É o processo pelo qual essas variações, que sobrevivem e se reproduzem com sucesso em relação às outras, se tornem dominantes na população ou espécie em uma comunidade, ou seja, a seleção natural determina a quantidade e frequência de variações encontradas na natureza (Foley, 1993).
No entanto, existem limitações à seleção e ela só pode operar na presença de variação e se esta tiver sentido adaptativo. O poder da seleção, a direção e a velocidade estão restringidos pela extensão e natureza da variação dentro da população (Foley, 1993). Segundo Futuyma (1979:506) a seleção opera no fenótipo do organismo, ou seja, morfologia, fisiologia, bioquímica e comportamento. Entretanto a seleção só pode agir sob estes fatores se existir a possibilidade de serem transmitidos à progênie e assim serem passados de geração a geração. Sem essa possibilidade a aptidão fenotípica não teria consequência evolutiva.
A própria genética restringe a ação da seleção natural, em especial duas características genéticas. A primeira é que o gene não é afetado pelas experiências de vida do indivíduo, ou seja, a informação não flui de fenótipo para genótipo e sim o contrário. A segunda é que o gene incorporado num gameta haplóide é transmitido dos pais para a prole. A combinação desses dois fatores, na maioria dos animais com reprodução sexuada, determina quais indivíduos que irão se beneficiar e sofrer do comportamento reprodutivo de outros indivíduos. É o gene que proporciona a continuidade da evolução e as maneiras limitadas pelas quais esses genes podem ser transmitidos de geração em geração é uma forma de limitação à seleção natural (Foley, 1993).
Mutações genéticas levam à formação de novos genes na população, portanto, o nível de variabilidade genética vai variar de acordo com a ocorrência dessas mutações. Elas são um erro na replicação de um gene durante a meiose, o que pode ocasionar o surgimento de um novo fenótipo, ou seja, uma forma variante numa população que irá competir com as já existentes. Dessa forma, mutações genéticas constituem outro tipo de restrição à seleção natural (Foley, 1993).
Outro fator limitante à seleção natural é a competição, isto é, interações diretas ou indiretas entre indivíduos que partilha de um mesmo recurso. A competição então age como uma pré-condição da seleção natural. Num contexto com recursos limitados, são as variantes melhores adaptadas para adquiri-los que terão maior vantagem reprodutiva, portanto, seletiva (Foley, 1993).
Portanto, para que uma característica esteja sujeita à ação da seleção natural, é necessário que ela tenha algum efeito sob a capacidade reprodutiva do individuo, ou seja, sobre as possibilidades do indivíduo reproduzir-se com sucesso. Diferenças fenotípicas que não tenham nenhum efeito sobre as possibilidades de sobrevivência de um indivíduo não terão nenhuma função no processo evolutivo (Foley, 1993).
Em resumo, são essas restrições, como herança mendeliana, variabilidade genética, mutações, competição etc., que dão à evolução biológica seu caráter específico e observável (Foley, 1993).

### Unidade de Seleção

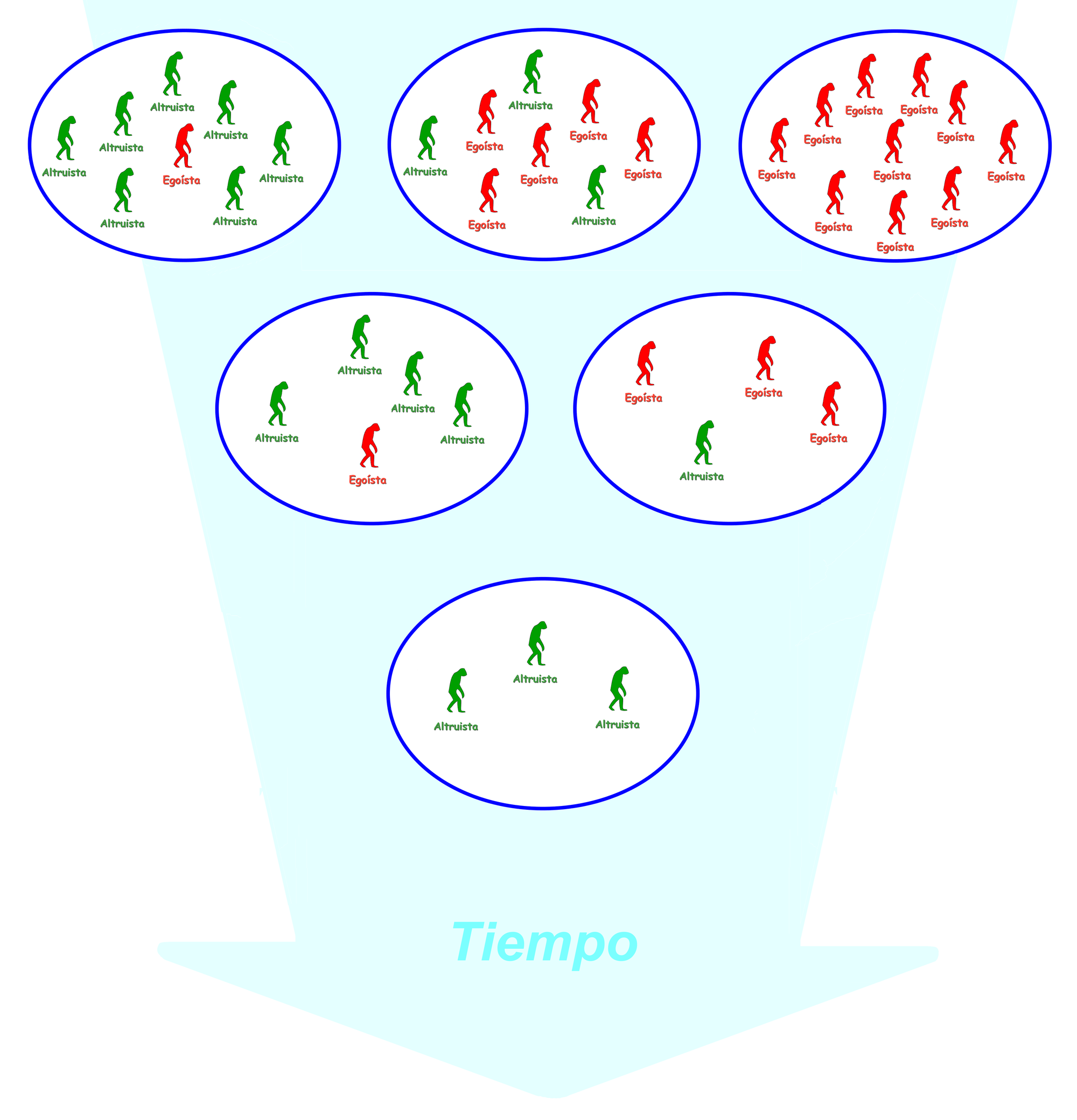
Representação da Teoria da Seleção de Grupo. Esta teoria contradiz à Teoria da Evolução de Darwin.

A definição da Unidade de Seleção ainda gera muita discussão. Segundo definição darwiniana (Biologia evolutiva clássica), a unidade de seleção é o indivíduo, pois é ele que se reproduz e sua morfologia e comportamento determinam seu sucesso reprodutivo.  Todavia, mesmo que o processo evolutivo ocorra em nível dos organismos, terá por consequência o aumento da frequência de determinados genes ou variante alélica específica. Junto a esse fator, a descoberta do processo de meiose, da natureza dos genes e de que ele é passado de geração a geração, fez com que muitos biólogos passassem a defini-lo como a unidade de seleção, e não o indivíduo. De acordo com Dawkins (1976), o indivíduo é apenas uma embalagem pelo qual os genes viajam. O autor supracitado esclareceu a questão dizendo o seguinte:
“Há duas maneiras segundo as quais podemos caracterizar a seleção natural. Ambas são corretas; elas simplesmente enfocam diferentes aspectos do mesmo processo. A evolução resulta da sobrevivência diferencial dos replicantes. Os genes são replicantes; os organismos e os grupos de organismos não o são, eles são veículos nos quais viajam os replicantes. A seleção do veículo é o processo pelo qual alguns veículos são mais bem-sucedidos do que outros em assegurar a sobrevivência de seus replicantes (Dawkins, 1982b: 46)”.
Embora seja importante compreender esta distinção entre indivíduos e genes, vale ressaltar que os dois níveis são complementares na teoria da seleção natural. É certo que para a ecologia evolutiva o indivíduo representa a unidade analítica mais interessante, uma vez que é ele quem irá interagir com o meio ambiente (Foley, 1993).
Apesar da definição radicalizada de Dawkins que o gene é a única unidade de seleção, há quem defenda que existe a possibilidade de diversos níveis da hierarquia biológica funcionarem também como unidades de seleção, por exemplo, Stephen Gould em seu “structure of evolutionary theory” (Furtado, 2009).
Um exemplo bastante comum em biologia é a seleção de grupo. A seleção de grupo é a seleção de características que irão beneficiar o grupo de organismos como um todo à custa de certos indivíduos que tenham essas características, ou seja, indivíduos altruístas que se sacrificando irão beneficiar todo o grupo aumentando sua chance de sobrevivência. Porém, a seleção de grupo tem um problema. O comportamento altruísta de um indivíduo diminui suas próprias chances de sobrevivência, por exemplo, dando um grito de alarme quando um predador se aproxima, ele se tornará o alvo deste. Mesmo que dessa forma ele aumentará as chances de sobrevivência do grupo como um todo e este estará em vantagem sobre os demais grupos que não tem indivíduos altruístas; em um determinado momento esses indivíduos desaparecerão devido sua alta taxa de mortalidade. Portanto, teoricamente, a seleção de grupo não é apta a operar e é tida como fraca (Foley, 1993).
A seleção individual é mais poderosa que a seleção de grupo porque os indivíduos são os que se reproduzem e são os veículos que carregam os genes. Na seleção individual, os indivíduos são selecionados de acordo com suas características fenotípicas. A seleção individual é a mais eficiente para seleção de características de média a alta herdabilidade e é o único nível prático para a ação da seleção natural (Foley, 1993).
Essas considerações são essenciais para análise dos padrões da ecologia evolutiva. A principal é que as vantagens adaptativas devem ser consideradas em nível de indivíduos e não de grupos, ou espécies. Outra consideração importante é que os indivíduos devem ser tidos como a unidade analítica do comportamento adaptativo, visto que ele é o material básico da evolução (Foley, 1993).

## Adaptação

Árvore da Vida.

O grande “objetivo” da seleção natural é promover a adaptação dos indivíduos. O termo ‘adaptação’ pode se referir ao processo pelo qual um indivíduo se adapta ou se conforma às restrições de seu ambiente, sendo nesse sentido, o resultado da seleção natural sobre várias gerações, ou uma aprendizagem a um prazo mais curto. Outro sentido para ‘adaptação’ descreve a relação íntima entre um organismo e seu meio, ou seja, busca descrever quais características do indivíduo está ligada a determinados aspectos do meio em que vive. Por exemplo: a pelagem espessa dos ursos polares é uma adaptação à baixa temperatura a que estão submetidos. Um terceiro uso do termo ‘adaptação’ refere-se a uma medida da conformidade entre uma unidade organísmica e seu meio. Neste caso a adaptação está sendo considerada como uma medida pelo fato de que não existe uma adaptação perfeita, ou, absoluta e só pode ser avaliada em sentido relativo (Foley, 1993).
Dessas nuanças de significados para o termo ‘adaptação’ surgiu diversas implicações, uma delas é que a adaptação ocorre por meio de varias características biológicas: bioquímicas, fisiológicas, morfológicas e comportamentais. Surgiu também que a adaptação pode ser um processo baseado geneticamente, que ocorre como resposta direta da ação da seleção natural, ou pode ser uma resposta fenotípica às condições do seu meio ambiente durante seu tempo de vida. Outra implicação esta ligada ao fato de que é inquestionável que a adaptação ocorre em nível de indivíduo e não são os genes ou grupos que se adaptam (Williams, 1966), nem as culturas ou sociedades (Foley, 1981).
Três sentidos para adaptação foram descritos, e ficou demonstrado que ela pode ocorrer de diversas formas. Porém, o verdadeiro caráter da adaptação permanece difícil de definir.

### Limites à Adaptação

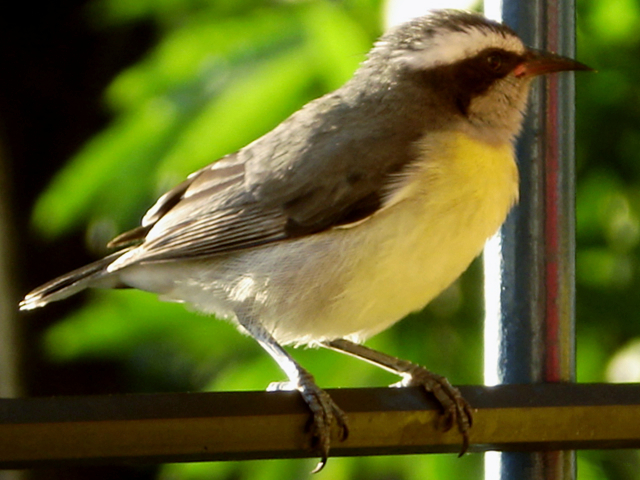
Asa do Pássaro é um exemplo de estrutura especializada, ou seja, uma restrição histórica.

Da mesma forma que a seleção natural opera dentro de restrições, a adaptação, que é seu produto, também possui limitações. Vários autores tentaram listar essas limitações da adaptação, como: Williams, 1966; Mayanard Smith, 1978; Oster e Wilson, 1978 e Dawkins, 1982a. A lista abaixo é baseada em Dawkins (1982a).
- Período entre condições ambientais e o efeito da seleção: A seleção natural opera imediatamente de acordo com as exigências do ambiente. Quando se muda as características do meio as qualidades adaptativas que os organismos tinham podem não ser mais adaptativas ao novo meio e eles tenham que alcançar uma nova conformidade com o ambiente; isto pode levar várias gerações para ocorrer e talvez nem ocorra. Portanto, a seleção natural age em curto prazo, mas as adaptações são desenvolvidas ao longo do tempo e com a possibilidade de não ocorrer, como no caso de um ambiente muito instável.

- Restrições históricas: Na história evolutiva de uma população, uma vez que ela tenha tomado certo “caminho evolutivo”, dificilmente se desviará dele, ou seja, ele estará restrito a este caminho. Para um melhor entendimento, vamos tomar, por exemplo, uma estrutura muito especializada e outra mais generalista: uma estrutura mais generalista pode mudar de forma bem mais livremente que uma estrutura especializada, pois esta ultima é bem mais essencial e útil para sua sobrevivência. Portanto, existe uma limitação natural em relação aos caminhos adaptativos que uma população pode tomar, uma vez que se encontrará historicamente restringida.

- Variabilidade genéticaVariabilidade genética: A disponibilidade de variabilidade genética é essencial para o surgimento de novos traços adaptativos. Sem o material genético a adaptação não ocorre.

- Fatores de ajuste: Os organismos estão sujeitos a diversas pressões seletivas, as quais podem entrar em conflito uma com as outras. Por exemplo: Pode ser vantajoso para um animal aumentar sua ingestão de alimentos, mas consequentemente essa adaptação entrará em conflito com o fato de que o tempo gasto na alimentação é o tempo que poderia ser gasto na reprodução ou no cuidado da prole, cuja maximização também poderia ser vantajosa. O resultado desses conflitos é um ajuste, uma solução que não maximiza nenhuma pressão seletiva determinada, mas a aptidão geral. Portanto, esse ajuste inibirá a perfeição de um aspecto adaptativo.

- Unidade de seleção A unidade de seleção: Como a adaptação é um produto da seleção natural, então, ela ocorre em determinados níveis e é importante ressaltar que aquilo que é vantajoso em um nível, pode não ser em outro. Por exemplo: Aumentar o rendimento reprodutivo de um indivíduo pode ser vantajoso para ele, pois irá contribuir com o máximo de indivíduos possíveis para a próxima geração. No entanto, se todos os membros da população seguir esta estratégia, o resultado poderá ser desastroso, com uma total degradação ambiental e extinção de toda a população. Embora seja um exemplo extremista, retrata os conflitos que podem inibir o desenvolvimento de uma adaptação perfeita.

- Imprevisibilidade: Segundo os princípios da seleção natural, os animais deveriam ser adaptados o mais intimamente possível ao seu ambiente. Porém esse meio é constituído de outros organismos e cada um se adaptando à sua maneira, o que confere certa imprevisibilidade. Como exemplo podemos citar o predador e sua presa ou então competidores convivendo.  Outra forma de imprevisibilidade é quando uma comunidade é afetada por fatores externos, tal como uma mudança climática. O resultado de todos esses fatores é um ambiente instável, no qual o tipo de seleção muda constantemente, impedindo uma adaptação harmoniosa.

Através desses fatores limitantes apresentados, podemos chegar a conclusão de que a adaptação é um resultado esperado da Seleção naturalseleção natural, mas nunca será perfeita.

## Extensão dos Princípios Evolutivos ao Comportamento

### Aspectos adaptativos são meios de solucionar, dentro dos limites supracitados, os problemas de um organismo com seu meio ambiente.
Donzhansky (1974:323), apud Jochim (1981) destacaram o seguinte:
“Dispensa explicação o fato de que qualquer espécie viva tenha um conjunto válido de soluções para determinados problemas ecológicos ou biológicos básicos. Ela deve garantir o alimento para refazer seu estoque de energia, deve ter um lugar para viver e um método para se reproduzir. A posse de um conjunto válido dessas soluções é chamada adaptabilidade.”
Essa visão integra Seleção natural e adaptação, além de fornecer um quadro prático para a abordagem da ecologia evolutiva. Um organismo encontra problemas de sobrevivência no ambiente e a seleção natural opera sobre o comportamento, a morfologia, a Fisiologia e a Bioquímica deste organismo através de seu sucesso reprodutivo, a fim de minimizar ou resolver esses problemas. Apesar das soluções potenciais serem restringidas (pelos diversos fatores supracitados), o produto final é a adaptação. Dessa forma, a adaptação é uma estratégia de sobrevivência e descrevê-la assim faz possível relacionar as características de um organismo (seus aspectos adaptativos) às propriedades do meio ambiente (os problemas) (Foley, 1993).

### Otimização
É certo que não há perfeição na natureza e muito menos estabilidade, mas é essencial fazer suposições e estas são congruentes com o que se denomina princípios de otimização. 
Foley (1985), baseado em Pyke, Pulliam e Charnov (1977), fez o seguinte resumo sobre o que seria o princípio de otimização:
“Os organismos de uma população variam em relação à fisiologia, morfologia e comportamento. Já que os recursos são limitados (alimento, espaço, parceiros etc.), a seleção favorecerá aqueles organismos cujo comportamento e morfologia intensifique seu acesso a esses recursos, com relação aos outros organismos, e assim aumentem seu rendimento com referência aos demais na população. Portanto, o aumento na abundância relativa daqueles indivíduos com comportamento que intensificam o acesso aos recursos é um produto da seleção natural operando numa população variável. Em outras palavras, tal comportamento relativo àqueles recursos pode ser denominado ótimo. A otimização é, portanto um resultado esperado da seleção natural, que opera num mundo em que os recursos são finitos e atuam como um fator limitante.”
A partir dessa visão, podemos constatar que a Adaptação é uma tendência à otimização da adequação entre o que um organismo faz e o meio ambiente em que ele vive, ou seja, a seleção proporciona uma “solução ótima” para os problemas enfrentados pelo organismo. É válido ressaltar que na Biologia Evolutiva, o conjunto fenotípico refere-se a gama de alternativas para solução dos problemas (Maynard Smith, 1978). O fenótipo ótimo é aquele que favorece a seleção, aquele que persiste ao longo do tempo. 
Portanto, a viabilidade e a estabilidade de qualquer estratégia devem ser avaliadas no contexto do conjunto fenotípico, ou seja, das alternativas possíveis (Foley, 1993).

### Ecologia Comportamental

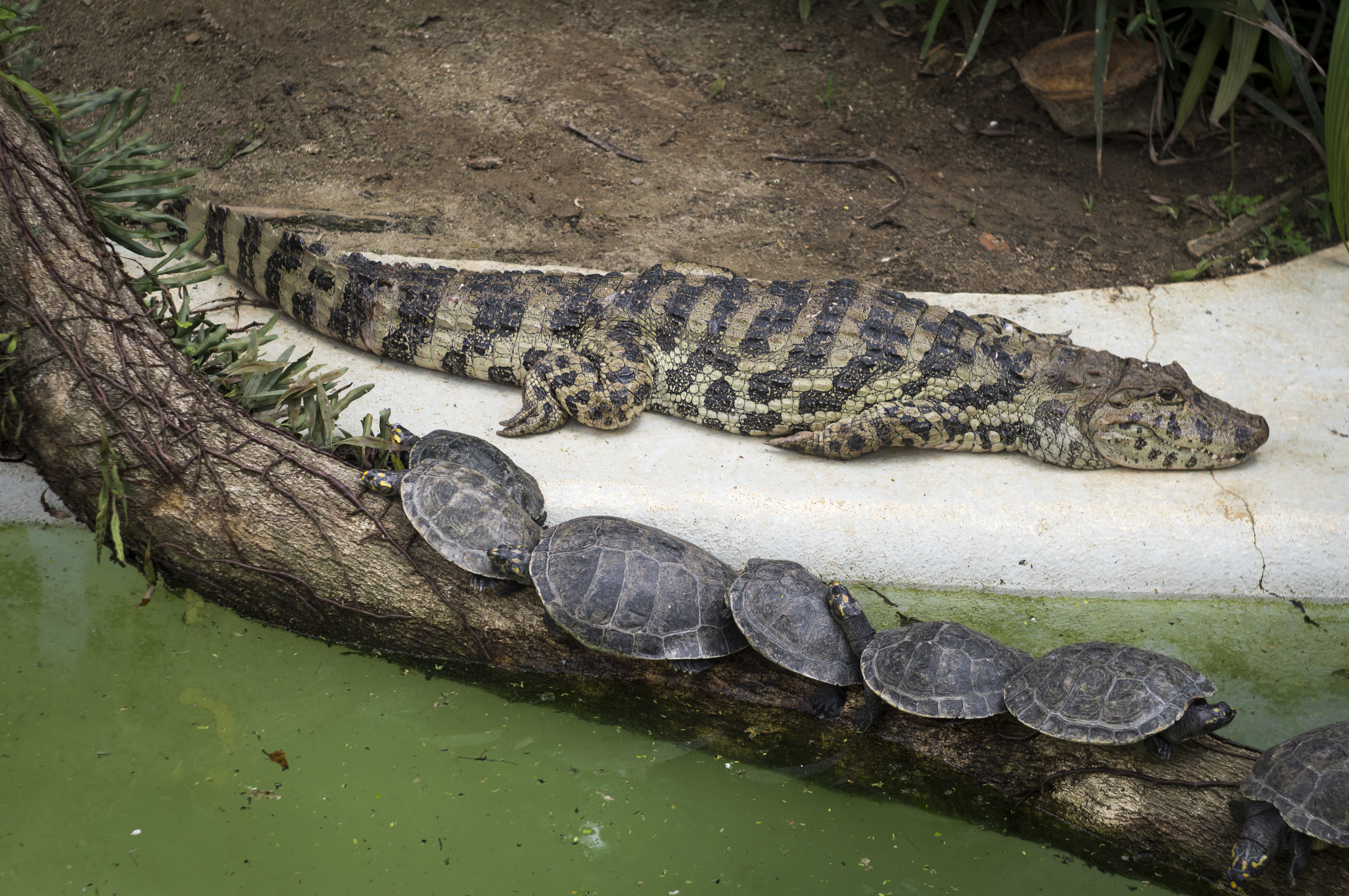
Jacaré de papo amarelo e Tartaruga da Península (análise comportamental).

O comportamento dos animais, sua organização social, modo de obter alimento, comportamento reprodutivo e mecanismos de defesa, estão sujeitos à seleção natural tanto quanto sua anatomia, afinal, o comportamento de um animal é uma estratégia de sobrevivência mais evidente do que as estruturas que ele apresenta.
Krebs e Davies (1981) definem a ecologia comportamental como o estudo do valor de sobrevivência do comportamento. Eles vinculam o comportamento às condições ecológicas em que o animal vive e visualizam o comportamento como uma resposta aos limites e às exigências daquelas condições ecológicas. Então, a ecologia comportamental trata sobre a função dos comportamentos que terão consequências sobre a sobrevivência e reprodução dos organismos. Segundo Tinbergen (1963); Krebs e Davies (1981), o vínculo entre comportamento, ecologia e evolução da ênfase a causa funcional e não a mecanicista.
Vamos tomar como exemplo uma população de primatas. Eles vivem em grandes grupos sociais.  A razão para isto poder ser explicada tanto do ponto de vista funcional, quanto mecanicista. A razão funcional para a vida em grupo pode ser a de que, dessa forma, os indivíduos tem uma maior proteção contra predadores, aumentando o valor de sobrevivência. A razão mecanicista está relacionada ao modo como os indivíduos se reconhecem e interage uns com os outros, formando laços sociais que os mantêm juntos.
Como já foi discutido, para um caráter estar sujeito à seleção, ele precisa ter algum efeito sobre o sucesso reprodutivo e apresentar também algum elemento genético.  E é quase óbvio que os comportamentos têm consequências sobre o sucesso reprodutivo de um indivíduo, porém, o mesmo não pode ser dito sobre o âmbito de controle genético, ainda é um assunto muito controverso. Em um extremo existe a opinião de que cada comportamento é controlado por um único gene, que exerce controle direto. No outro extremo há a opinião de que os comportamentos são aprendidos e não controlados por genes, fazendo relação principalmente ao comportamento humano (Foley, 1993).
No entanto, entre esses dois extremos existem várias outras possibilidades. É improvável que o processo de aprendizagem faça sentido numa população com prazo de vida curto, que vivem em ambientes fixos e previsíveis. Porém em animais de maior porte, sociais e complexos, como muitos mamíferos, é quase inverossímil que apenas o controle genético seria o suficiente para promover a ampla e diversificada variação de comportamentos (Foley, 1993),  Deve-se, então, supor que ocorram interações entre aprendizado e controle genético. Segundo Maynard Smith (1983), o melhor modelo para isso talvez seja o jogo, onde existem regras que resumem o objetivo básico e as relações e a partir dessas regras o jogador é capaz de desenvolver a melhor possibilidade para cada situação. Esse conjunto de regras seria definido pela genética do indivíduo, por meio das quais podem ser seguidas as estratégias comportamentais. Em resumo, com essas regras o indivíduo esta apto a começar a “jogar o jogo”, mas pode também aprender através das experiências obtidas durante a vida (Passingham, 1982; Layton e Foley, no prelo). Então, a seleção irá operar não sobre o próprio comportamento verdadeiro, mas sobre as “regras” pelas quais esse comportamento foi determinado.  
Dessa forma, podemos concluir que o comportamento pode exercer um papel importante na evolução de um organismo e em suas adaptações. Isto é de particular importância nos estudos da ecologia evolutiva e podemos dizer que não só as adaptações comportamentais foram decisivas, como também é provável que esses comportamentos não se encontrem sob controle genético direto e simples.

## Principais ecólogos evolucionistas

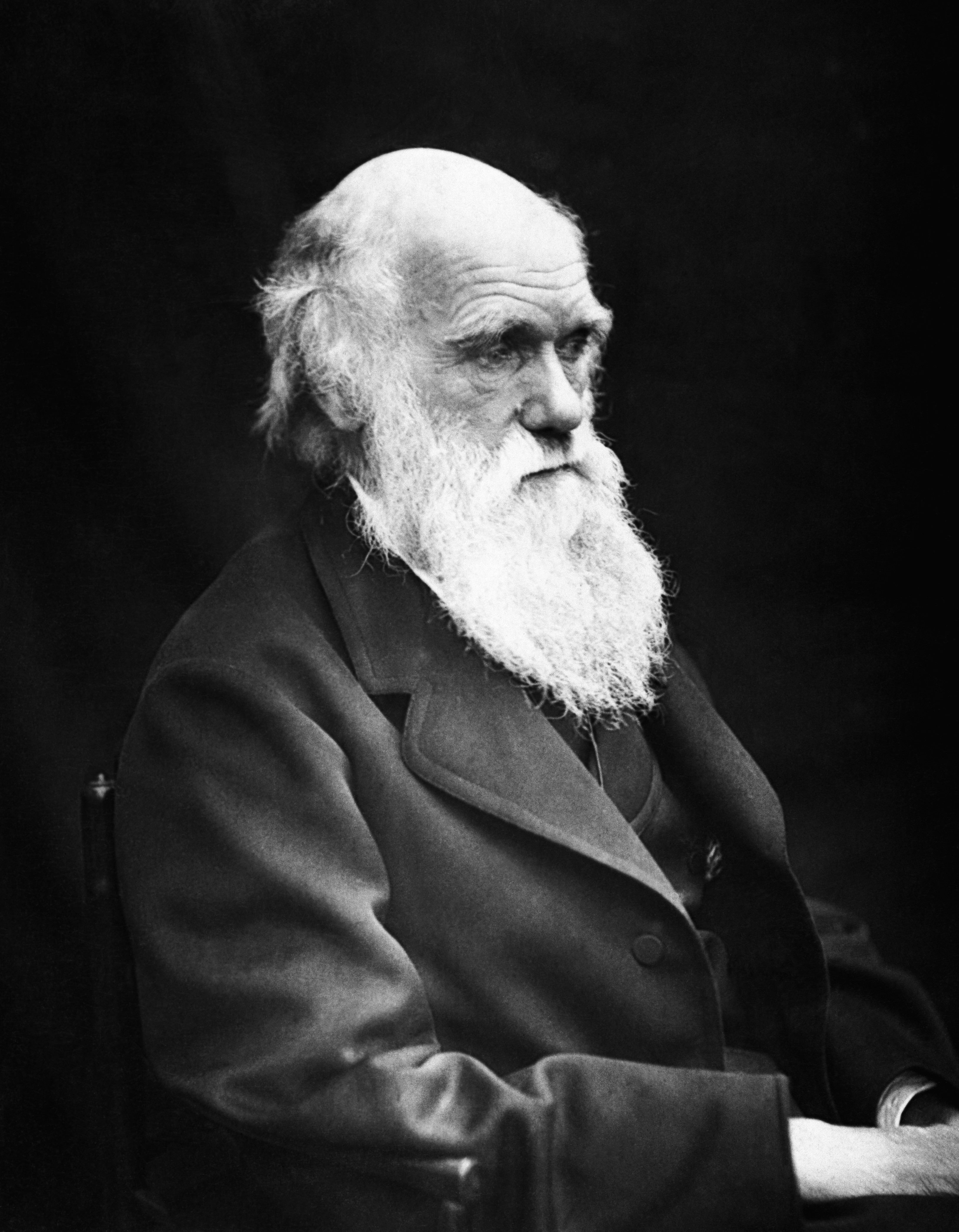
Charles Darwin.

- Charles Darwin

- David Lack
- Ernst Mayr
- Eric Pianka
- Eugenius Warming

- George Evelyn Hutchinson
- John L. Harper
- Michael Rosenzweig
- Robert MacArthur